# Desmon Farmer
Desmon Kenyatta Farmer (ur. 7 października 1981 we Flint) – amerykański koszykarz, występujący na pozycji rzucającego obrońcy.
Przez lata występował w rozgrywkach letniej ligi NBA. Reprezentował Utah Jazz (2004), Denver Nuggets (2005), Seattle SuperSonics (2006), Indiana Pacers (2007), Toronto Raptors (2008).

## Osiągnięcia
Na podstawie, o ile nie zaznaczono inaczej.
NCAA
- Uczestnik:
  - rozgrywek Elite 8 turnieju NCAA (2001)
  - turnieju NCAA (2001, 2002)
- Zaliczony do:
  - I składu:
    - Pac-10 (2004)
    - turnieju Pac-10 (2003)

  - składu honorable mention Pac-10 (2003)
- Lider Pac-10 w liczbie oddanych rzutów:
  - z gry (437 – 2004)
  - za 3 punkty (249 – 2004)

Indywidualne
- Uczestnik meczu gwiazd D-League (2010)
- Zaliczony do składu D-League honorable mention (2006, 2008, 2010)
- MVP:
  - miesiąca D-League (luty 2008)
  - tygodnia D-League (31.03.2008, 14.12.2009)
- Lider D-League w skuteczności rzutów wolnych (2013)